# An der Lehne (Weimar)
An der Lehne bezeichnet einen Straßenzug in der Weimarer Südstadt. Die Bezeichnung erfolgte am 15. Oktober 1925.
Seit den 1920er Jahren ist der Berghang mit Ein- und Zweifamilienhäusern bebaut. Die Bezeichnung des Flurnamens Lehne geht auf mittelhochdeutsch lene zurück, welches einen ansteigenden Berghang meint. Das Gefälle des durchgängigen Hanges ist auf die Ilmtalstörung zurückzuführen, die im gesamten Süden und Westen der Stadt zu sehen ist. Ursache für die Bildung des Hanges ist der feste Trochitenkalk, welcher die Verwitterung erschwert. Das Gestein ist mit eiszeitlichem Geschiebelehm bedeckt.